# (43722) Carloseduardo
(43722) Carloseduardo es un asteroide que forma parte del cinturón de asteroides y fue descubierto por Carlos Torres y S. Cofré desde la estación de Cerro El Roble, Chile, el 18 de julio de 1968.

## Designación y nombre
Carloseduardo se designó al principio como 1968 OB.
Más adelante fue nombrado en honor del astrónomo argentino Carlos Eduardo López (n. 1953) quien estuvo a cargo del Programa de Astrometría de Asteroides de El Leoncito durante treinta años.  

## Características orbitales
Carloseduardo orbita a una distancia media del Sol de 3,177 ua, pudiendo alejarse hasta 3,738 ua y acercarse hasta 2,615 ua. Su excentricidad es 0,177 y la inclinación orbital 14,748 °. Emplea 2067,97 días en completar una órbita alrededor del Sol.
Los próximos acercamientos a la órbita de Júpiter ocurrirán el 6 de marzo de 2114 y el 20 de diciembre de 2124.

## Características físicas
La magnitud absoluta de Carloseduardo es 12,77. Tiene 13,084 km de diámetro y su albedo se estima en 0,113.